# Куракин, Александр Борисович (1813)
Князь Александр Борисович Куракин (26 апреля (8 мая) 1813 – 6 февраля 1870) —  генерал-майор, участник подавления Польского восстания; внук князя А. Б. Куракина и князя Б. А. Голицына.

## Биография
Младший сын дипломата князя Бориса Алексеевича Куракина (1783—1850) от брака с княжной Елизаветой Борисовной Голицыной (1790—1871). Родился в Петербурге, крещен 11 мая 1813 года в церкви Св. Двенадцати апостолов при Главном управлении почт и телеграфов при восприемстве деда князя Б. А. Голицына и тетки княжны Софьи Борисовны Голицыной. 
Воспитывался в частном учебном заведении; в службу вступил в  Измайловский полк в июне 1830 года подпрапорщиком; 25 июня 1831 года произведен прапорщиком; в апреле 1834 года переведен в кавалергарды корнетом; в июле того же года произведен поручиком; в 1837 году штабс-ротмистром, в 1843 году ротмистром и назначен командиром лейб-эскадрона. С апреля 1847 года полковник и командир 2-го дивизиона, с 22 декабря 1851 года командир 1-го дивизиона. В июле 1853 года назначен флигель-адъютантом, с оставлением в полку. Участвовал с полком в Польской войне, в Венгерском походе (1849) и Крымской войне. Отчислен от фронта 5 сентября 1855 года, а 8-го того же месяца произведен в генерал-майоры, с назначением состоять при Гвардейском Резервном кавалерийском корпусе; в 1862 году за упразднением этого корпуса зачислен в запас. 

Куракин был сослуживцем и близким другом Ж. Дантеса, наряду с которым входил в ближайшее окружение императрицы Александры Фёдоровны. Князь П. А. Вяземский писал, что Куракин соболезновал по поводу  высылки Дантеса из России:
У них достало бесстыдства превратить это событие в дело чести партии, в дело чести полка. Они оклеветали  Пушкина, и его память, и его жену...
Владел имениями в Орловской и Пензенской губернии, в г. Орле имел несколько домов. Умер 6 февраля 1870 года в Москве.

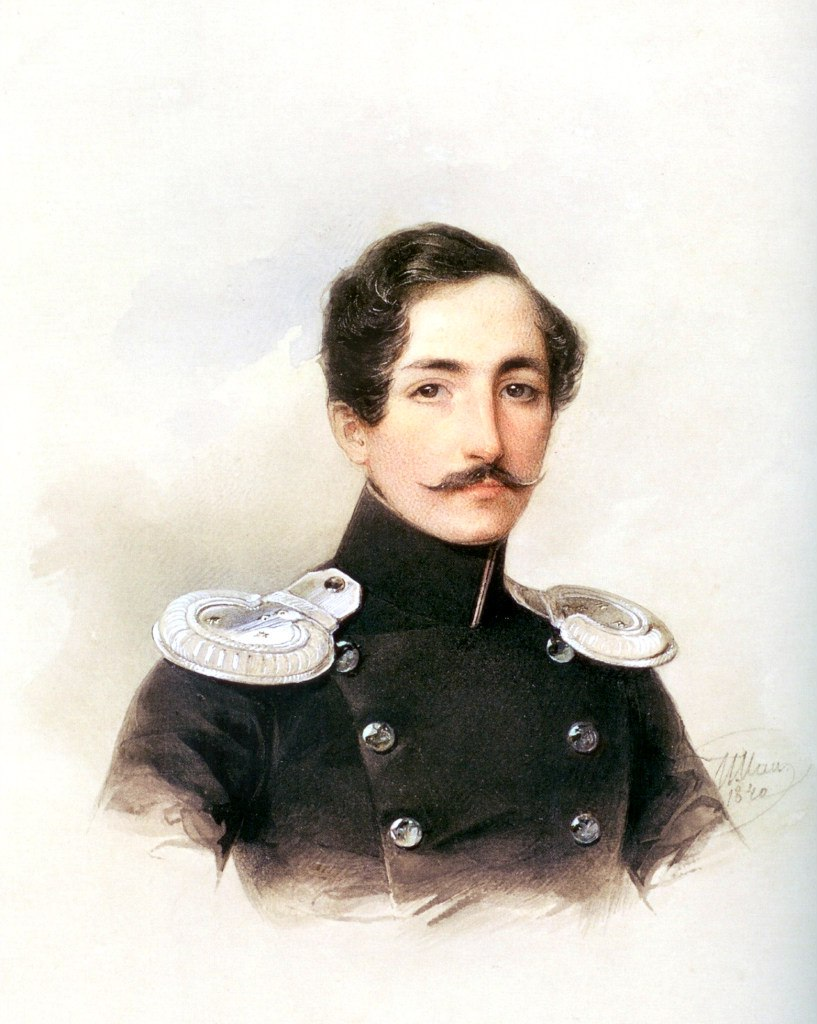
Портрет 1840 г.

## Награды
- Знак ордена За военное достоинство 4 ст. (1831)[3]
- Орден Святой Анны 3 ст. (1849)
- Орден Святого Владимира 4 ст. (1852)
- Знак отличия за XX лет беспорочной службы (1855)

## Семья
Жена (с 30 января 1838 года) — графиня Мария Александровна Гурьева (20.07.1818—31.01.1890), фрейлина двора, дочь генерал-лейтенанта А. Д. Гурьева. По словам графа С. Д. Шереметева, «Куракин был рябой и очень скучный генерал, жена его была из рода тех Гурьевых, которые и в женском поколении не отличались трезвостью». Скончалась в Ницце от эмболии, похоронена в Москве в Донском монастыре. В браке имели двух сыновей и дочь:
- Елизавета (11.12.1838[6]—1907), крещена 24 декабря 1838 года в Симеоновской церкви при восприемстве графа А. Д. Гурьева и Т. Б. Потемкиной; была замужем за Г. Н. Геннади (1826—1880), после его смерти в 1884 году вышла замуж за Генриха фон Пюклер (1851—1911).
- Борис (1840—1922), церемониймейстер, у него сын Александр.
- Анатолий (1845—1936), служил в Кавалергардском полку, шталмейстер.